# Коктобе (Ордабасинський район)
Котобе́ (каз. Көктөбе) — село у складі Ордабасинського району Туркестанської області Казахстану. Входить до складу Кажимуканського сільського округу.
Населення — 2018 осіб (2021; 1682 у 2009, 1550 у 1999, 1226 у 1989).